# 섄디

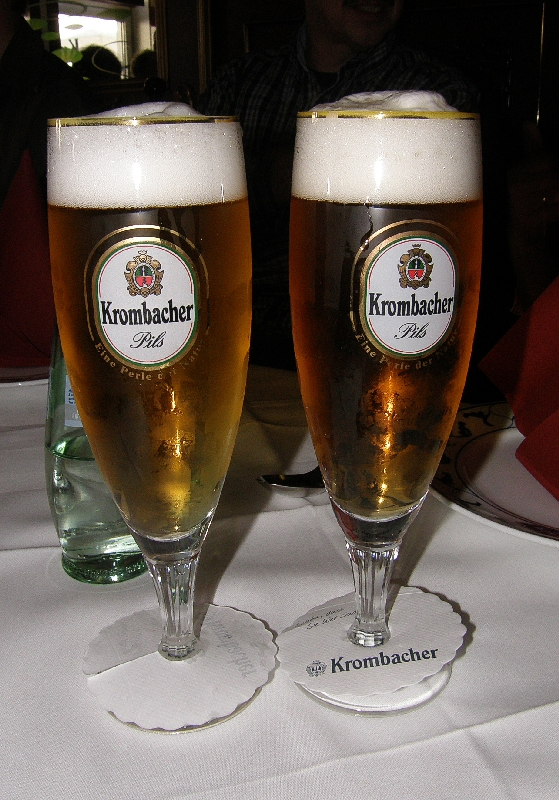
라들러 섄디(왼쪽)와 필스너(오른쪽) 비교

섄디(Shandy)는 맥주나 사과주에 레몬 향이 나는 음료, 흔히 레모네이드를 섞은 것이다. 영국에서는 레모네이드가 탄산음료로 분류되는데, 보통 레모네이드와 맥주나 사이다를 반반씩 섞어서 만든다. 완성된 음료의 ABV가 낮다. 섄디는 유럽, 호주, 뉴질랜드, 남아프리카 공화국, 카리브해 지역, 캐나다에서 인기가 있다.
일부 관할 지역에서는 섄디의 낮은 알코올 도수 때문에 주류 판매 관련 법률의 적용을 받지 않는다.

## 어원
1888년에 처음 기록된 이 용어의 기원에 대한 논쟁은 있지만, 1853년 영국에서 유래한 shandygaff의 줄임말로, 그 자체의 기원은 불분명한다.
섄디는 영국에서 인기 있는 음료로, 일반적으로 "비터 섄디"(비터 맥주와 탄산이 들어간 맑은 레모네이드를 50:50으로 섞은 것) 또는 "라거 섄디"(에일 대신 라거를 사용한 것)로 주문한다.

## 같이 보기
- 미첼라다